# David George Ritchie
David George Ritchie (Jedburgh, 26 ottobre 1853 – Saint Andrews, 3 febbraio 1903) è stato un filosofo scozzese.
Filosofo di impostazione neohegeliana, studiò ad Edimburgo e ad Oxford nel Balliol College, centro del neoidealismo inglese.
Nel 1894 fu nominato professore di logica e metafisica alla University of St. Andrews.
Fu membro fondatore e terzo Presidente (1898-1899) della Società Aristotelica, un'autorevole organizzazione accademica ancora esistente e molto attiva.

## Pensiero
Ritchie cercò di fondere l'indirizzo etico-idealistico di Thomas Hill Green con quello sociale dell'economista Arnold Toynbee. Rifacendosi alla concezione hegeliana, Ritchie si oppose all'evoluzionismo darwiniano che se è in grado di descrivere i vari passaggi di una formazione storica, non può però dire nulla sul suo valore.
Ritchie tentò anche di interpretare hegelianamente l'evoluzionismo darwiniano, considerando la selezione naturale come un'astuzia della ragione che tende a far prevalere non solo il più forte, ma anche il più dotato di razionalità.
Sia a Oxford sia a St. Andrews, Ritchie scrisse principalmente di etica e di filosofia politica. Uno dei suoi primi scritti fu un saggio sulla "razionalità della storia" (The Rationality of History), contribuendo a Essays in Philosophical Criticism, scritto nel 1883 da un gruppo di giovani filosofi influenzati da  Hegel e dai suoi interpreti. Infatti Ritchie fece parte della generazione di pensatori a volte conosciuti come i "Giovani hegeliani".
Di natura semplice e sincera, Ritchie perseguì le verità che si era proposto con devozione e dedizione. Ebbe molti amici nonostante il suo carattere riservato. Ritenne che questioni di etica e di politica dovessero essere esaminate da un punto di vista metafisico. Per Ritchie le fondamenta dell'etica posavano necessariamente sull'ideale di benessere sociale e, tenendo in vista questo fine, procedette a tracciarne la storia in tempi diversi, il modo in cui si modella nella mente di ogni individuo e il modo in cui può essere sviluppato e realizzato. Ritchie fu un liberale moderno con tendenze socialiste ritenendo inoltre che il valore finale della religione dipendesse sull'ideale impostato per l'umanità nella sua forma più alta.

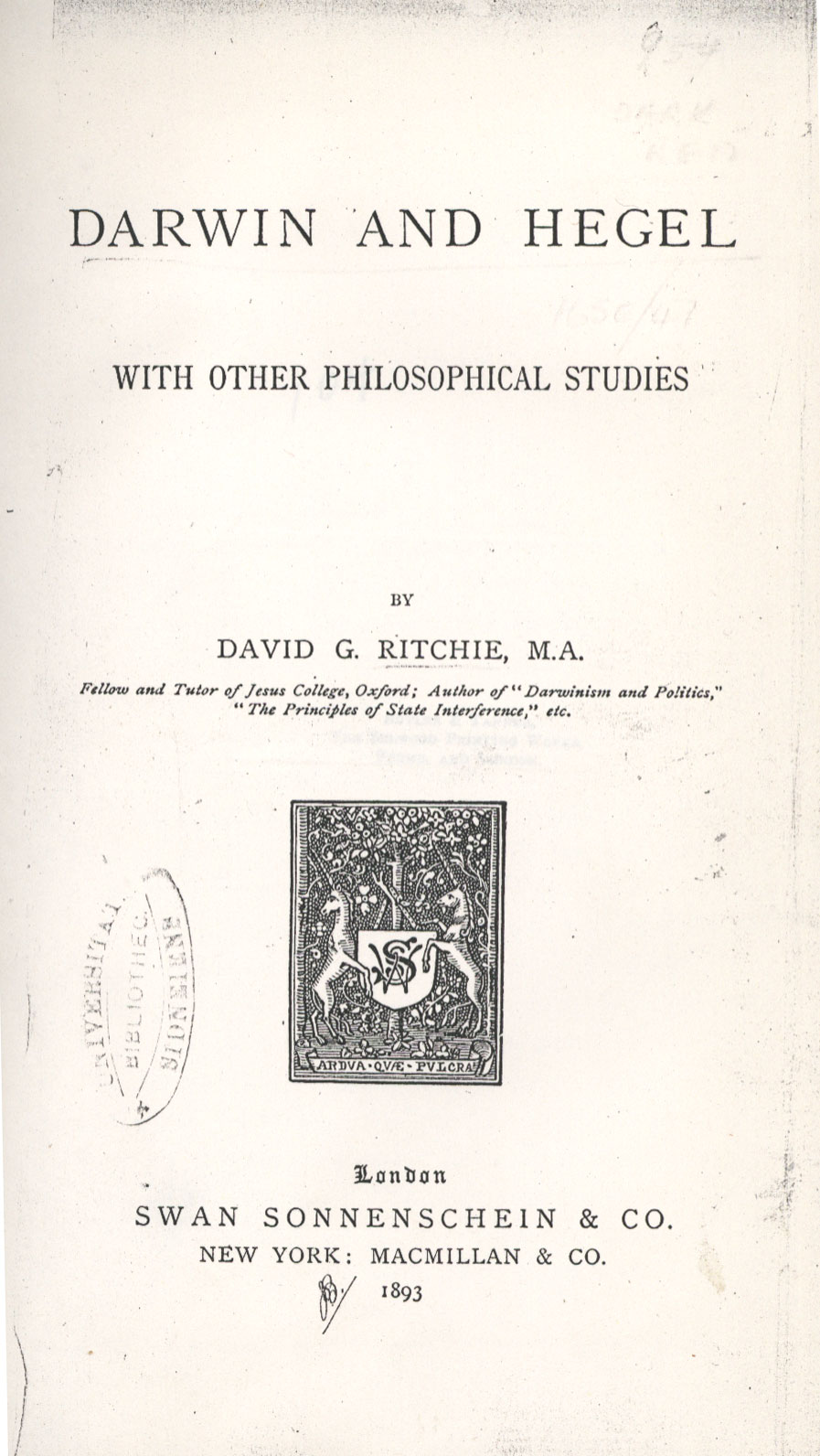
Copertina di un'opera di Ritchie

In Italia, le sue opere sono state tradotte e curate da Antonio Lombardi e Gabriele Zuppa. Lombardi ha anche prodotto la prima monografia in italiano su Ritchie.

## Opere
Tra le principali opere:
- Una traduzione, insieme a Sir Richard Lodge e Percy Ewing Matheson, di Theory of the State di Bluntschli (1885)
- Darwinism and Politics (1889)
- Principles of State Interference: Four Essays on the Political Philosophy of Mr Herbert Spencer, J S Mill, and T H Green (1891)
- Darwin and Hegel (1893)
- Natural Rights (1895)
- Studies in Political and Social Ethics (1902)
- Plato (1902)

Il suo Philosophical Studies venne curato da Robert Latta (1905), che ne scrisse la prefazione.